# Українське Правниче Товариство в Києві
Українське Правниче Товариство в Києві — організація адвокатів, суддів і фахівців інших правничих професій, засноване в Києві у травні 1917.
Голова — В. Войткевич-Павлович, заступник голови Р. Лащенко. Визначніші діячі: Г. Вовкушівський, А. В'язлов, А. Яковлів, М. Ткаченко, М. Корчинський, І. Шраг й інші.
Метою товариства було сприяти становленню та розвитку українського права, висвітленню процесів українізації права, становленню української правничої мови.
Товариства у вересні 1918 видало два номери «Правника», у якому члени товариства надрукували статті з цивільного та кримінального права, були матеріали до української правничої термінології, хроніка правничого життя, бібліографічна інформація тощо.
Під большевицькою окупацією 1920 У. П. Т. перестало існувати. У 1917—1919 існувало місцеве У. П. Т. в Полтаві.